# Garegin Njdehplein
Garegin Njdehplein (Armeens: Գարեգին Նժդեհի Հրապարակ) is een plein in het district Shengavit van de Armeense hoofdstad Jerevan.
Het ovaalvormig plein werd officieel geopend op 30 april 1959 en is het tweede grootste plein van de hoofdstad. Het plein heette oorspronkelijk het Spandarjanplein en kan bereikt worden via de straten Garegin Njdeh, Manandian, Yeghbayrutian en Bagratuniats. Op het plein staat sinds 1990 het standbeeld van de bolsjewistische leider Soeren Spandarjan. Het plein werd op 25 mei 1991 hernoemd ter nagedachtenis van de Armeense nationale held Garegin Njdeh.
Ondergronds zijn sinds 1987 het metrostation Garegin Njdeh Hraparak en het metrotheater gevestigd.

## Fotogalerij

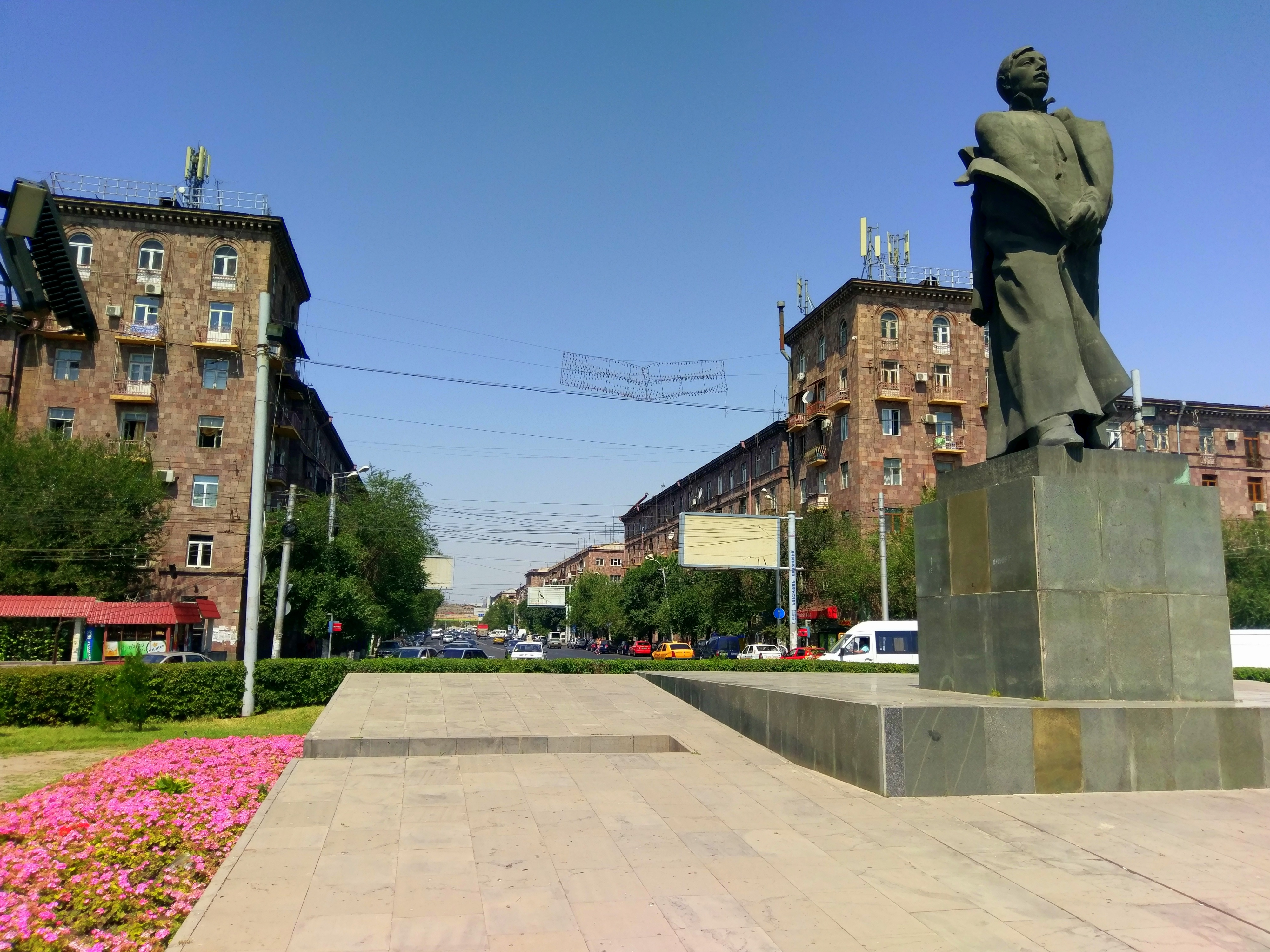
Standbeeld van Soeren Spandarjan
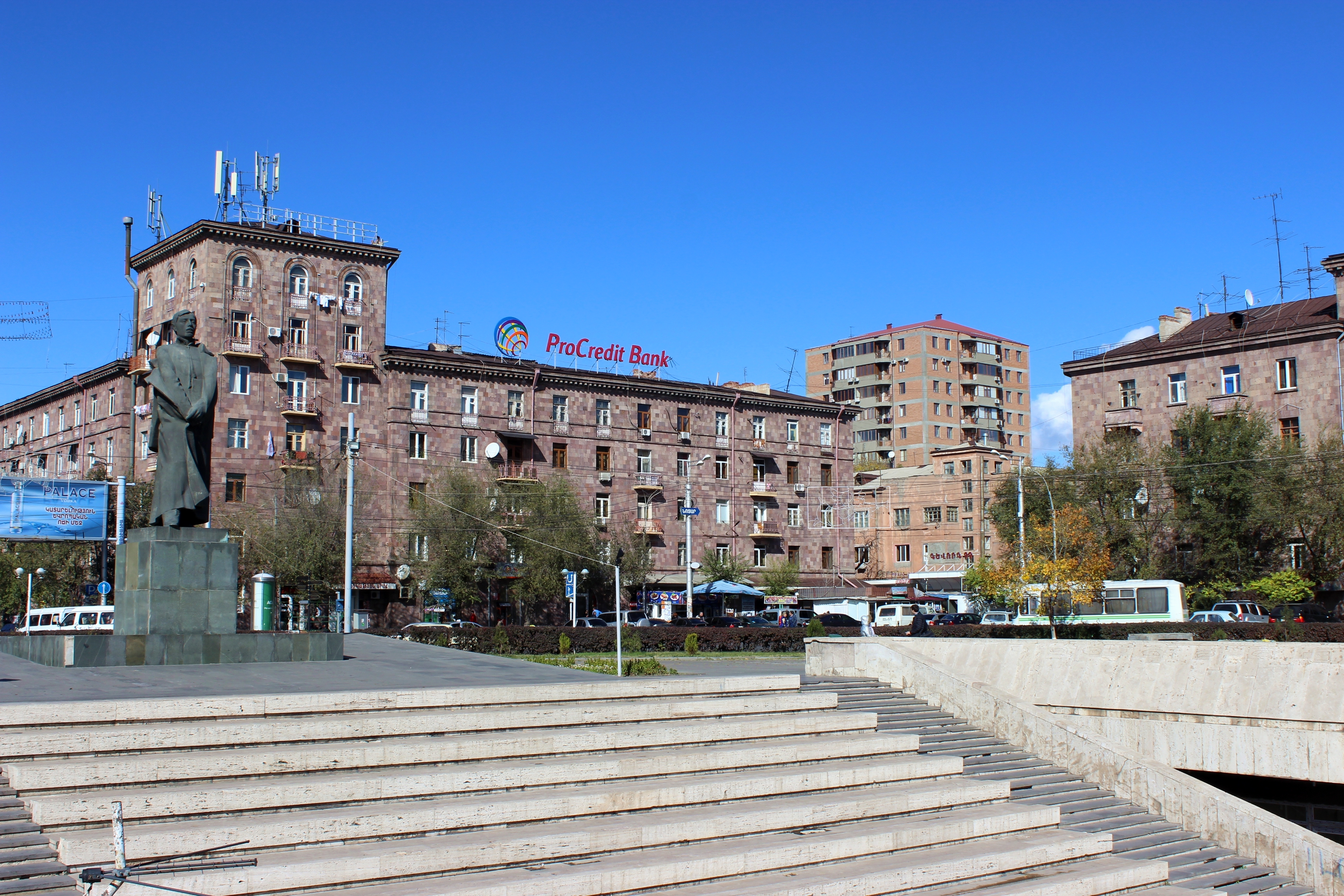
Ingang metro
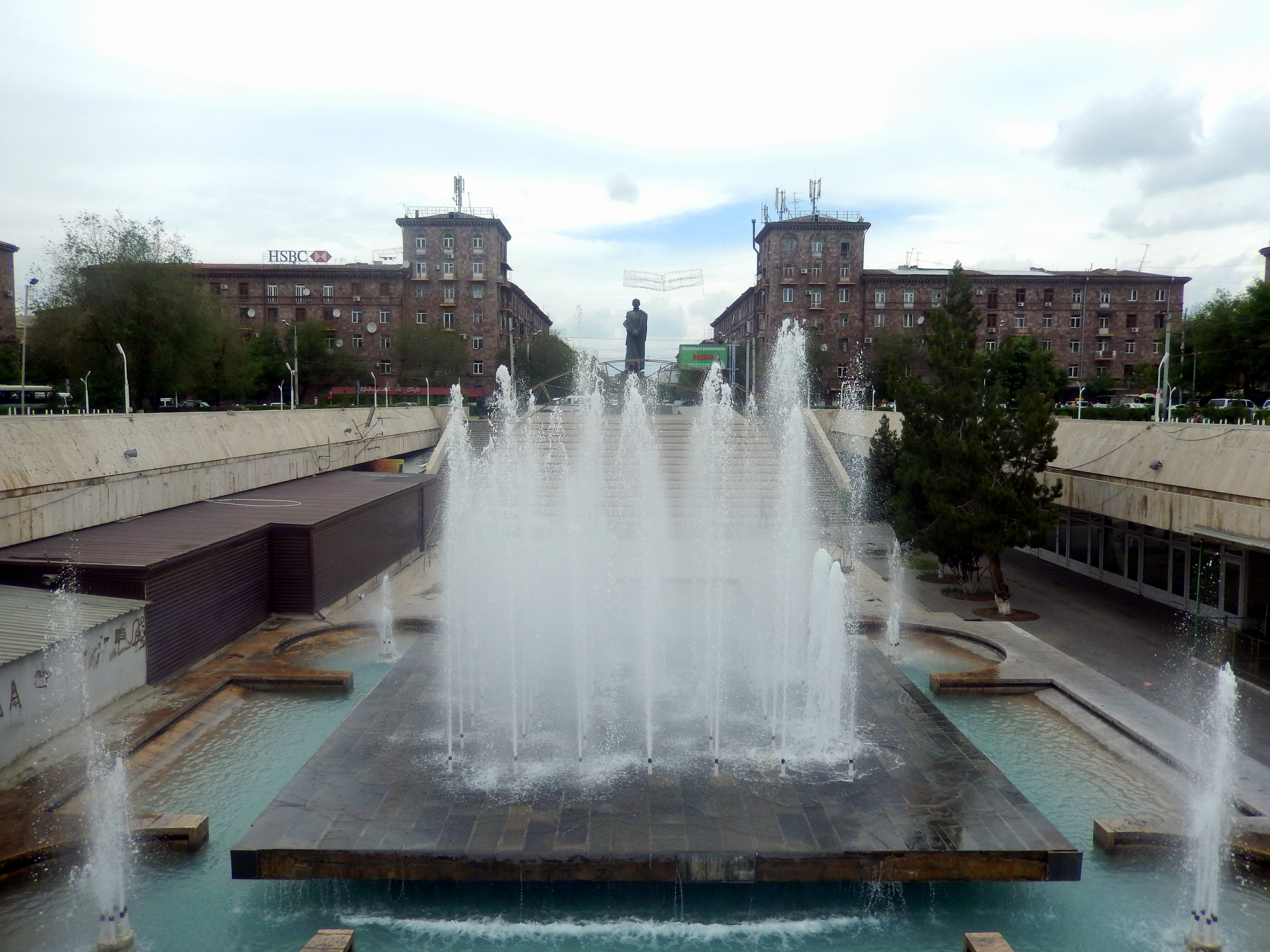
Fonteinen op het plein
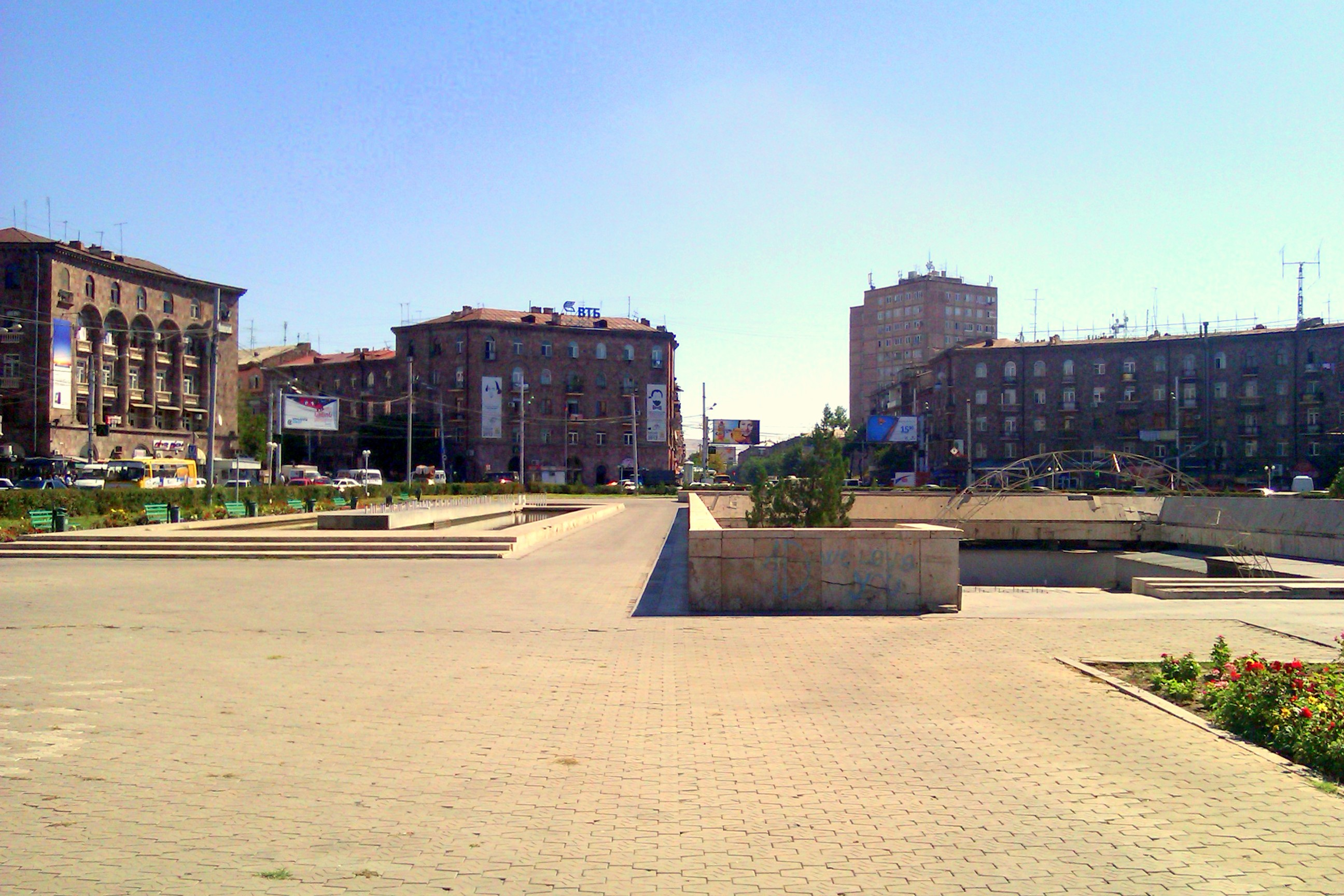
Zicht op het plein